# Microcodium
 (avril 2009).
 (juillet 2018).
Genre
Espèce
Microcodium est un fossile constitué d'un ensemble de petits prismes de calcaire (taille 1 à 2 mm). C'est un fossile stratigraphique, considéré au début comme la calcification de diverses espèces datant du Cénozoïque, la présence de Microcodium semble en fait marquer le passage Moscovien-Permien et Crétacé-Paléogène. C'est aussi un fossile de faciès puisqu'il se formait en milieu continental (dans des sols). On l'observe dans le Bassin parisien (Reims) et dans le sud de la France (Hérault).
Le genre est monotypique et avec une seule espèce Microcodium elegans

## Forme
Microcodium est formé de prismes microscopiques arrangés autour d'un tube central formant un ensemble de quelques millimètres seulement.

## Origine du fossile
Il s'agit peut-être de concrétions formées autour de filaments de champignons, ou autour de racines.